# Homuncúlids
Els homuncúlids (Homunculidae) són una família extinta de primats que visqueren a Sud-amèrica des de l'Oligocè superior fins al Miocè superior, fa entre 11,8 i 28,4 milions d'anys. Se n'han trobat restes fòssils a l'Argentina, Colòmbia i el Perú. Hi ha motius per dubtar que formin un tàxon monofilètic. El nom de la família deriva, en última instància, del terme llatí homunculus (‘homuncle’) i reflecteix el fet que el seu autor, el paleontòleg argentí Florentino Ameghino, pensava (erròniament) que eren simis basals.